# هانكوك لي جاكسون
هانكوك لي جاكسون (بالإنجليزية: Hancock Lee Jackson)‏ هو ضابط وسياسي أمريكي، ولد في 12 مايو 1796 في الولايات المتحدة، وتوفي في 19 مارس 1876 في نفس البلد. حزبياً، نشط في الحزب الديمقراطي. وقد انتخب عضو مجلس ولاية ميزوري وانتخب حاكم ميسوري ‏ (27 فبراير 1857 – 22 أكتوبر 1857).